# عز العرب العلوي
عز العرب العلوي لمحارزي مخرج وسيناريست ومنتج سينمائي مغربي. حاصل على الدكتوراه في السينما، ويعمل أستاذ الإخراج السينمائي في العديد من المؤسسات الجامعية، كما يشغل منصب رئيس مركز الدراسات والأبحاث السينمائية بالمغرب.

## مسيرته
حاصل على دبلوم الدراسات العليا في النقد السينمائي ودكتوراه في الخطاب البصري السينمائي، ولج باب السينما عن طريق النوادي السينمائية أولا ليعمل في بلاتوهات أفلام متعددة منذ سنة 1988، حيث اشتغل في فيلم البحث عن زوج امرأتي للمخرج محمد عبد الرحمن التازي، واشتغل أيضا متدربا في الإخراج في فيلم خيول الحظ للجيلالي فرحاتي وغيرها من الأفلام، إضافة إلى المشاركة في مجموعة من التداريب التي كانت تنظمها جمعية الفيلم المتوسطي بفاس، اشتغل في التلفزيون المغربي منذ سنة 1998 في الإعداد والإشراف على برامج متعددة كان أبرزها برنامج «ثانويات» (12 حلقة)، ثم برنامج «بورتريه» (05 حلقات)، وبرنامج «هؤلاء التلاميذ» (36 حلقة)، إضافة لإخراجه للفيلم الوثائقي الذي أبدع في نسج خيوطه، ويتعلق الأمر بأفلام ناهزت 26 شريطا وثائقيا حول أهم الشخصيات التي زارت المغرب، كمسار شارلي شابلن في زيارته للمغرب، وأورسن ويلز، ووينستون تشرشل، وماجوريل وأم كلثوم وعبد الحليم حافظ. كما أخرج لقناة الجزيرة الوثائقية أكثر من عشرين فيلمًا وثائقيا.
كما أنتج للسينما المغربية خمسة أفلام قصيرة، وهي «بيدوزا»، و«جزيرة يوما ما»، و«موعد في وليلي»، و«إزوران»، و«حبّات الأرز» المُهْدى للشعب اللبناني تضامنا معه في محنته، وأخرج فيلمين سينمائيين طويلين هما «أندرومان» عام 2012، و«كيليكيس دوار البوم» عام 2018.
تُوّجت أفلامه بالعديد من الجوائز العربية والدولية، كما أحرز لقب شخصية السنة 2018 في الميدان السينمائي، حسب إستفتاء لـ«مجلة آربريس».
له كتابات نقدية متعددة، حيث صدر له سنة 2007 كتاب «المقاربة النقدية للخطاب البصري بالمغرب» والذي يؤطر العديد من الورش المهنية حول الإخراج وصناعة الفيلم الوثائقي في المغرب وخارجه.

## أعماله

### أفلام قصيرة
- 2004: بيدوزا
- 2005: جزيرة يوما ما
- 2006: موعد في وليلي
- 2007: حبّات الأرز
- 2008: إزوران
- 2011: الأعمى والغجرية

### أفلام طويلة
- 2009: مسحوق الشيطان
- 2010: الرقاص
- 2011: بيت من زجاج
- 2012: أندرومان
- 2018: كيليكيس دوار البوم

## وصلات خارجية
- عز العرب العلوي على موقع IMDb (الإنجليزية)
- عز العرب العلوي على موقع ألو سيني (الفرنسية)
- عز العرب العلوي على موقع قاعدة بيانات الفيلم (الإنجليزية)